# 广东紫珠
广东紫珠（学名：Callicarpa kwangtungensis）为唇形科紫珠属的植物，为中国的特有植物。分布在中国大陆的贵州、湖南、江西、广西、广东、福建、云南、湖北、浙江等地，生长于海拔300米至1,600米的地区，常生长在山坡林中和灌丛中，目前尚未由人工引种栽培。